# ورزشگاه آ. له کوک آرنا
ورزشگاه آ. له کوک آرنا (به استونیایی: A. Le Coq Arena) ورزشگاهی در شهر تالین، استونی است.
این ورزشگاه در سال ۲۰۰۱ ساخته شده است و ۹٬۶۹۲ نفر ظرفیت دارد.

## نگارخانه

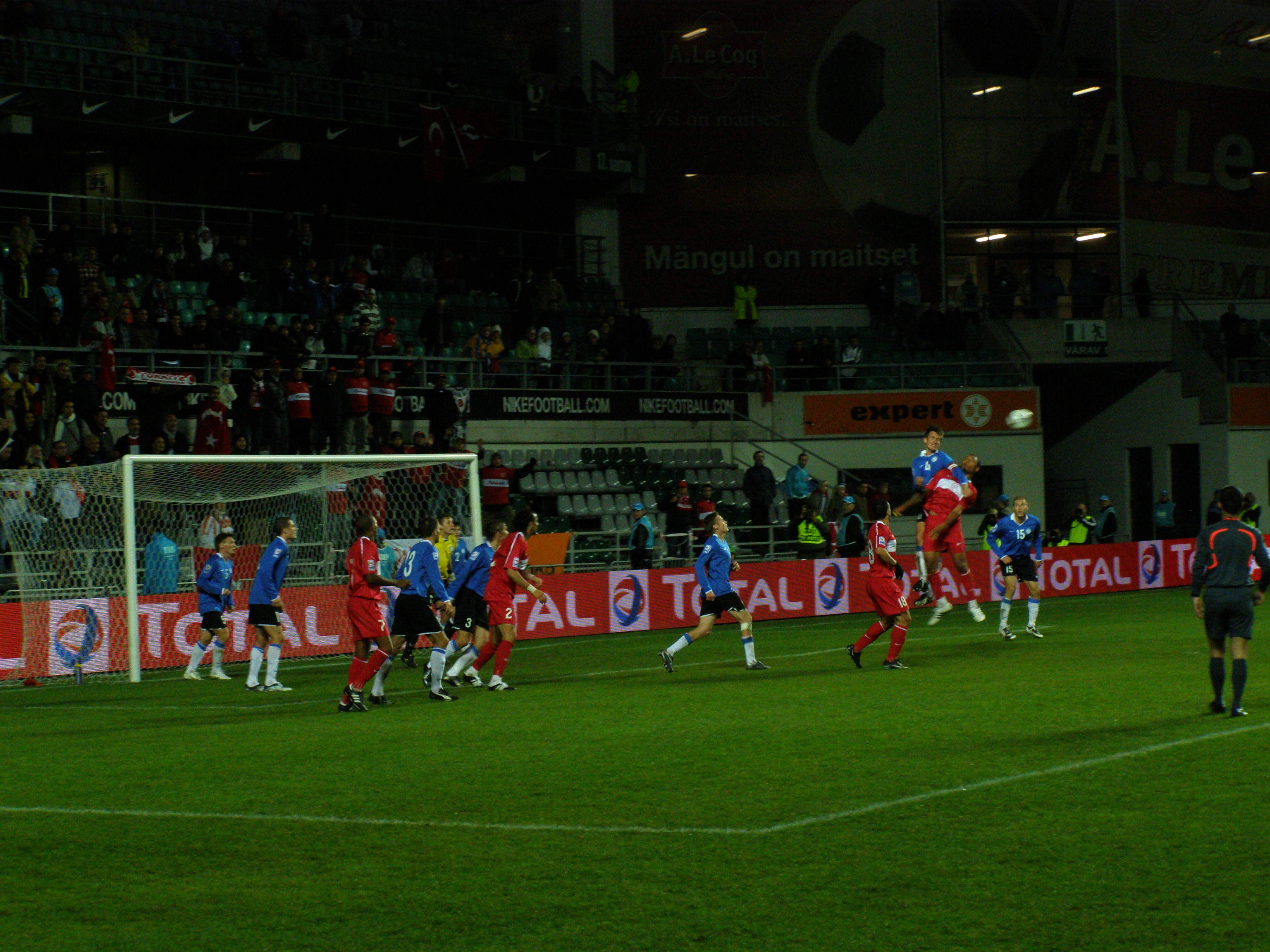
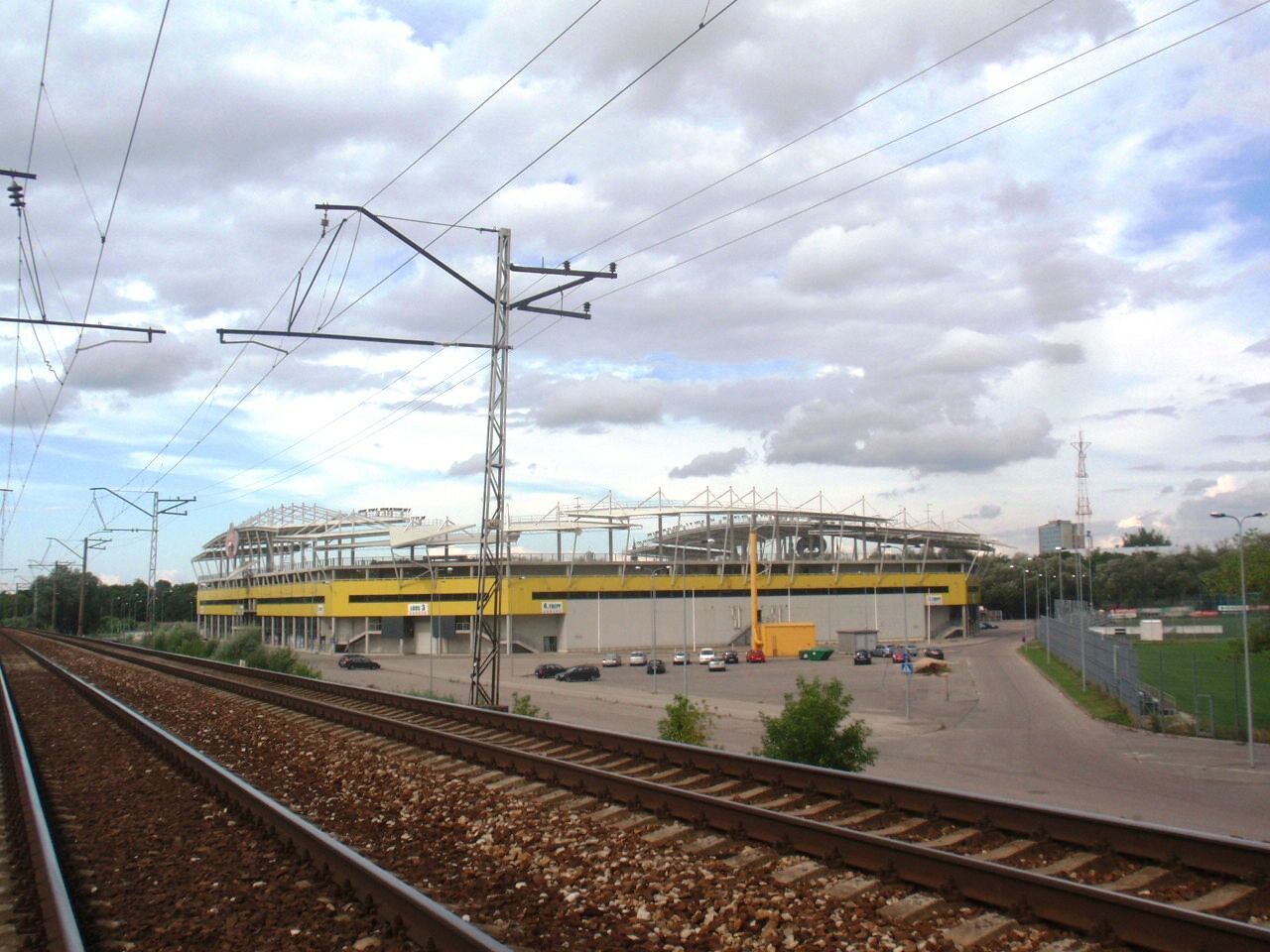
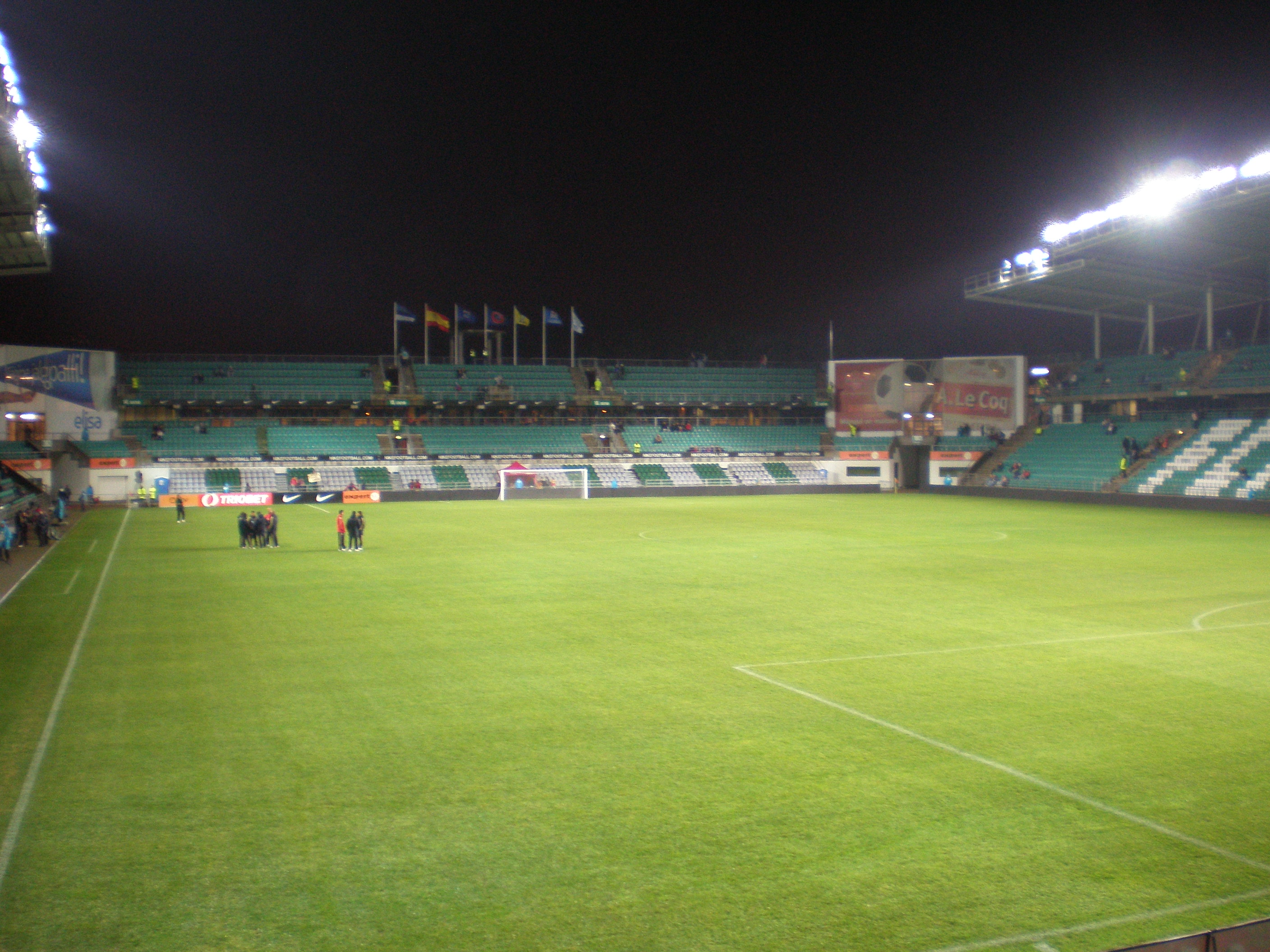
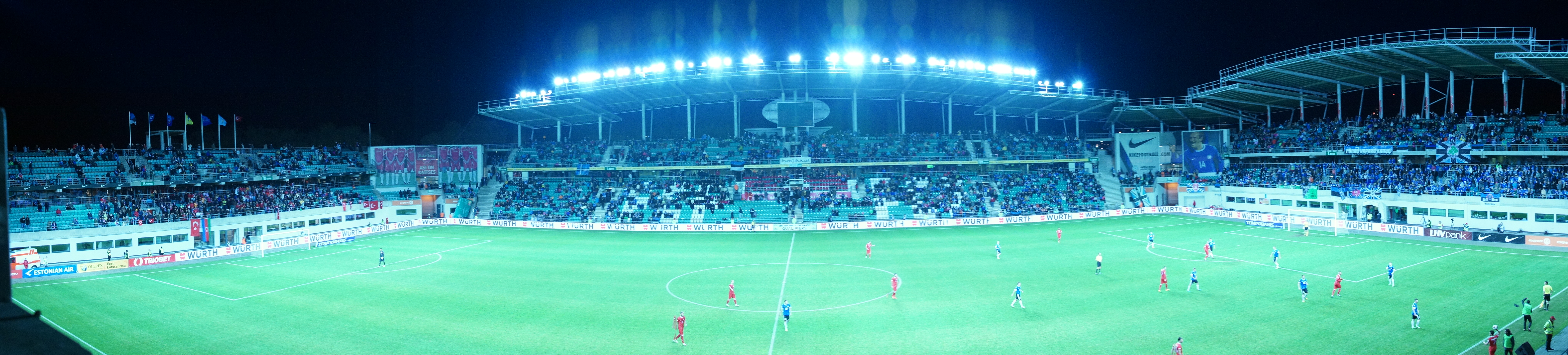